# Javier Arizala
Javier Eduardo Arizala Caicedo (Tuluá, 21 aprile 1983) è un ex calciatore colombiano, di ruolo difensore.